# Luc Robène
Luc Robène est un historien français né le 14 octobre 1962 à Bordeaux en Gironde. Spécialiste d'histoire du sport, il est professeur à l'université de Bordeaux depuis septembre 2013, après avoir enseigné à l'université de Rennes. À côté de sa carrière universitaire, il mène également une carrière artistique dans le domaine musical qui oriente actuellement ses travaux de recherche.

## Biographie
Instituteur à l'école de la Benauge puis professeur d'éducation physique et sportive au lycée Jean Condorcet de Bordeaux, Luc Robène poursuit des études de 3e cycle en sciences et techniques des activités physiques et sportives à l’université Victor Segalen où il soutient sa thèse — L'homme à la conquête de l'air. Des aristocrates éclairés aux sportifs bourgeois. 1783-1918 — sous la direction de Gilbert Andrieu le 21 février 1996,. Celle-ci est primée par l'Académie nationale des sciences, belles-lettres et arts de Bordeaux en 1998.

## L'enseignement supérieur et la recherche

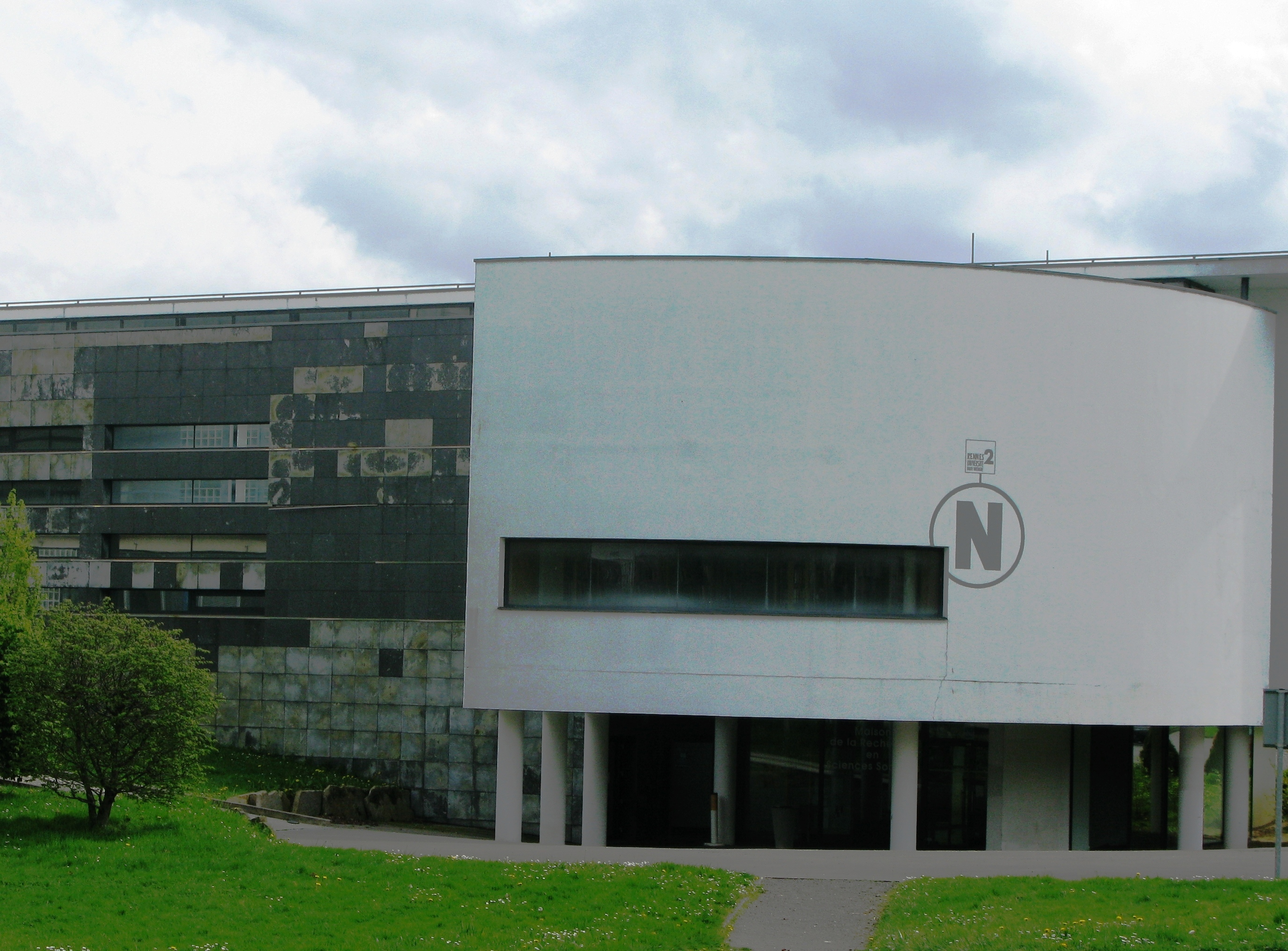
L'Université Rennes 2.

Nommé maître de conférences à la rentrée 2000 à l'université de Haute-Bretagne Rennes 2, il y soutient le 10 décembre 2005 son habilitation à diriger des recherches — Des hommes en mouvement. Contribution à une histoire sociale du sport en France (XVIIIe – XXe siècles) —. Des structures aux formes de l’expérience, et y est nommé professeur à la rentrée 2009. Il est également chargé de cours à l'École normale supérieure de Cachan de 2004 à 2013, à l'Institut d'études politiques de Bordeaux de 2010 à 2017, à l'École polytechnique depuis 2015, à l'École nationale des chartesde 2016 à 2018 et à l'École des hautes études en sciences sociales (EHESS) de 2017 à 2018. 

### La violence et l'histoire militaire
Alors rattaché au laboratoire Violences, Identités, Politiques et Sports de l'Unité de formation et de recherche en activités physiques et sportive de l'Université Rennes 2, ses travaux sur la période allant du XVIIIe siècle au XXe siècle s'orientent alors selon les axes suivants :
- l'histoire de l'aéronautique (techniques, pratiques et représentations)[13],[14] ;
- l'histoire du corps, de ses savoirs et techniques, des pédagogies corporelles et des politiques éducatives et sportives[15] ;
- l'histoire de la violence, des techniques disciplinaires et du rapport du corps et du sport à la production et/ou au contrôle de la violence[16].
- Après un colloque consacré à Le sport et la guerre[17],[18] organisé à son initiative conjointement par l'université Rennes II et l'école militaire de Saint-Cyr Coëtquidan[19], L'Est républicain le situe parmi les « pointures françaises »[20] dans ce domaine de recherches.

### L'histoire des contre-cultures: le mouvement punk
À la rentrée 2013, il est nommé au poste de professeur en sciences de l'éducation à l'université de Bordeaux 2 où il intègre le laboratoire Cultures/Éducation/Sociétés pour s'y consacrer à l'histoire des contre-cultures. La revue L'Histoire et L'Est républicain rendent compte de ses travaux. À partir de l'année suivante, il dirige  avec Solveig Serre au sein du laboratoire Théorie et histoire des arts et des littératures de la modernité le projet de recherche interdisciplinaire PIND (Punk Is Not Dead : une histoire de la scène punk en France (1976-2016),,,, soutenu depuis 2019 par le Centre national de la recherche scientifique (CNRS). La presse de diverses régions s'est fait l'écho de manifestations alliant réflexion scientifique et spectacle tenues sous ce patronage,,,,,. En mars 2022, Luc Robène contribue dans ce cadre à un colloque autour de l'histoire de Bérurier noir et du punk français organisé à la Bibliothèque nationale de France (BnF).
Luc Robène est administrateur de la Société française d'histoire du sport (SFHS).

## Activités artistiques

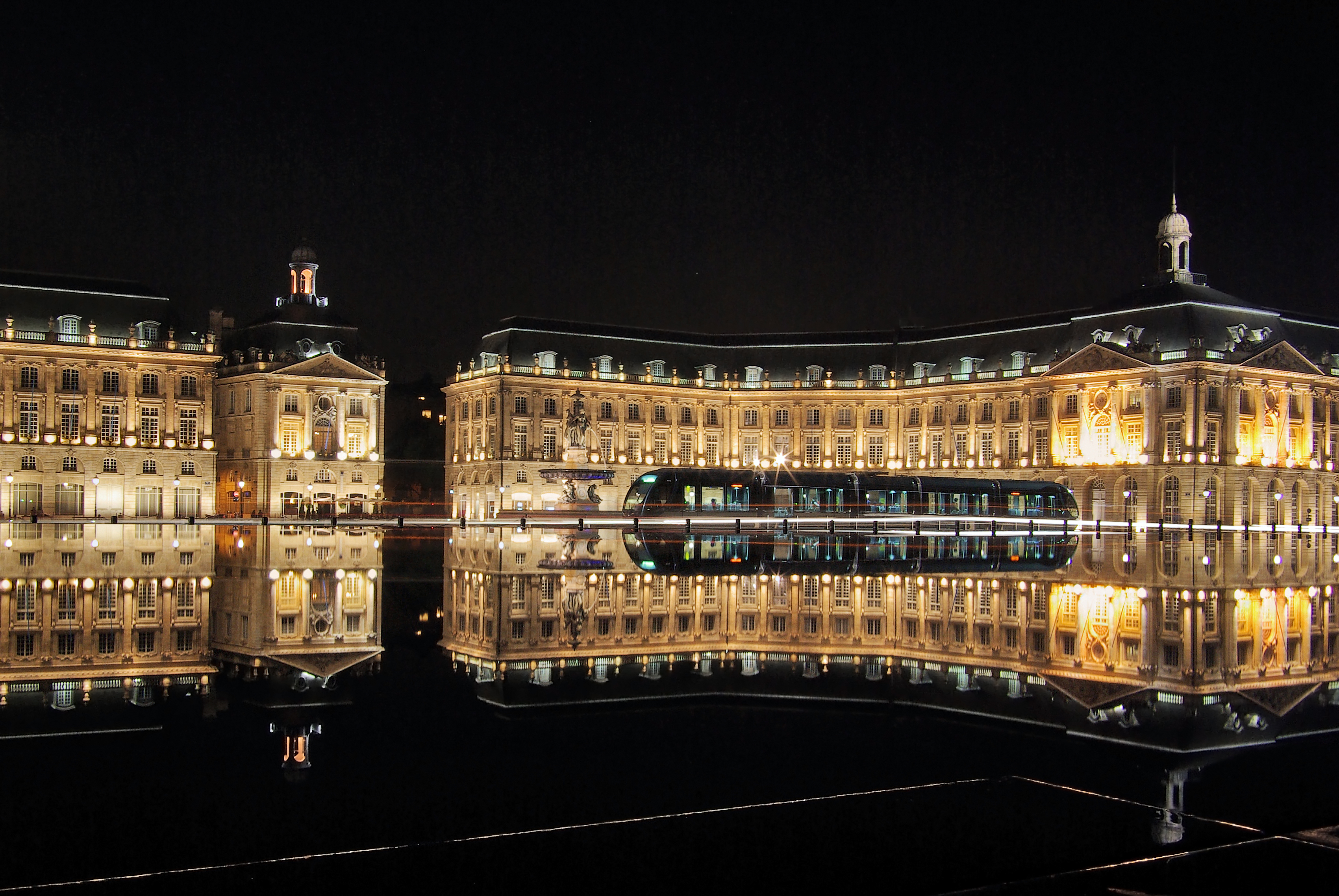
Luc Robène est un acteur du rock à Bordeaux.

Outre son activité universitaire, Luc Robène se consacre à la création musicale et à la scène dans les domaines du rock alternatif et du punk rock. Président fondateur de l'Association pour l'évolution de la musique (AEM) il contribue à la vie du rock à Bordeaux où il participe dès 1980 à divers groupes comme guitariste : Noir Désir de 1982 à 1985 puis Ze6 de 1985 à 1988.
En 1990, il fonde avec son frère Olivier le groupe « L'École du crime » qui participe deux ans plus tard au Printemps de Bourges, aux Rencontres trans musicales et aux Francofolies[réf. nécessaire]. Membre de « Guenon » de 1996 à 2000 il est guitariste de Strychnine depuis 2009,,, d'Arno Futur à partir de 2017 et de The Hyènes  depuis 2019.

## Distinctions
- Chevalier de l'ordre des Arts et des Lettres

## Publications (sélection)
- Luc Robène, L’homme à la conquête de l’air. - 1. Le règne des aéronautes, 18e et 19e siècles, Paris, L’Harmattan, 1998, 496 p. (ISBN 2-7384-5878-5)
- Luc Robène, L’homme à la conquête de l’air. - 2. L’aventure aéronautique et sportive, 18e et 19e siècles, Paris, L’Harmattan, 1998, 512 p. (ISBN 978-2738458797)
- Luc Robène, L’éducation physique en France depuis 1945, Paris, Éditions Chiron, 2002 (réédition 2004), 170 p. (ISBN 978-2702706824)
- Luc Robène, Dominique Bodin et Stéphane Héas, Sports et violences en Europe, Strasbourg, Éditions du Conseil de l'Europe, 2004, 246 p. (ISBN 92-871-5510-0) — traduction en anglais et en italien en 2005, en croate en 2006
- Luc Robène et Yvon Léziart, L’homme en mouvement. Histoire et anthropologie des techniques sportives. - 1. Techniques sportives et société, Paris, Éditions Chiron, 2006, 512 p. (ISBN 270271112X)
- Luc Robène et Yvon Léziart, L’homme en mouvement. Histoire et anthropologie des techniques sportives. - 2. Techniques sportives et culture, Paris, Éditions Chiron, 2006, 288 p. (ISBN 978-2702711132)
- Luc Robène, Dominique Bodin et Stéphane Héas, Sports, violences et racisme en Europe - Sport, violence and racism in Europe, Actes de la Conférence internationale de Rennes (2-5 avril 2007), Strasbourg, Éditions du Conseil de l’Europe, 2007, 831 p.
- Luc Robène, Le sport et la guerre. XIXe et XXe siècles, Rennes, Presses universitaires de Rennes, 2012, 537 p. (ISBN 978-2-7535-2126-1)
- Luc Robène, Thierry Terret, Stéphane Héas, Pascal Charrouin et Philippe Liotard, Sport, genre et vulnérabilité au XXe siècle, Rennes, Presses universitaires de Rennes, 2013, 773 p. (ISBN 978-2-7535-2734-8)
- Luc Robène et Dominique Bodin, Sport et violence. Repenser Norbert Elias, Laval [Canada], Presses Universitaires de Laval, 2018, 278 p. (ISBN 978-2-7637-3882-6)
- Luc Robène, Solveig Serre et Pierre Raboud, Fun et Mégaphones. L’émergence du punk en Suisse, France, RFA et RDA, Paris, Riveneuve, 2019, 250 p. (ISBN 978-2-36013-550-9)
- Luc Robène et Solveig Serre, Underground. Chroniques de la recherche en terres punk, Paris, Riveneuve, 2019, 250 p. (ISBN 978-2-36013-563-9)
- Luc Robène et Solveig Serre, Punk is not dead : lexique franco-punk, Paris, Nova éditions, 2019, 400 p. (ISBN 9791096681198)[45].
- Benoît Cailmail (dir.), Luc Robène (dir.) et Solveig Serre (dir.), Bérurier Noir, Paris, Riveneuve éditions, coll. « En marge ! », 2023, 246 p. (ISBN 978-2-36013-696-4)